# Turnhouti csata (1789)
Az 1789-es turnhouti csata az osztrák Habsburg ház ellen a németalföldi tartományokban kitört felkelés egyik mozzanata volt.
A felkelés a mai Belgium keleti részén található Kempen térségben tört ki és 1789. október 27-én vezetett fegyveres összecsapáshoz Turnhout-ban a felkelők és az osztrák császári csapatok között. A felkelők Jan Andries Van der Meersch vezetésével becsalogatták a császári csapatokat a városba, ahol azok nem tudták számbeli és szervezettségi fölényüket érvényesíteni és vereséget szenvedtek.
A csata volt az 1789-90-es brabanti forradalom első jelentős összecsapása, amely végül a Hendrik van der Noot vezetése alatt álló Belga Egyesült Államok megalakulásához vezetett 1790 januárjában. A felkelést csak 1790 decemberében tudták az osztrákok leverni.
A hollandul Slag bij Turnhout néven ismert csatának P. Brozius által tervezett és alkotott monumentum állít emléket.